# Svatý Kilián

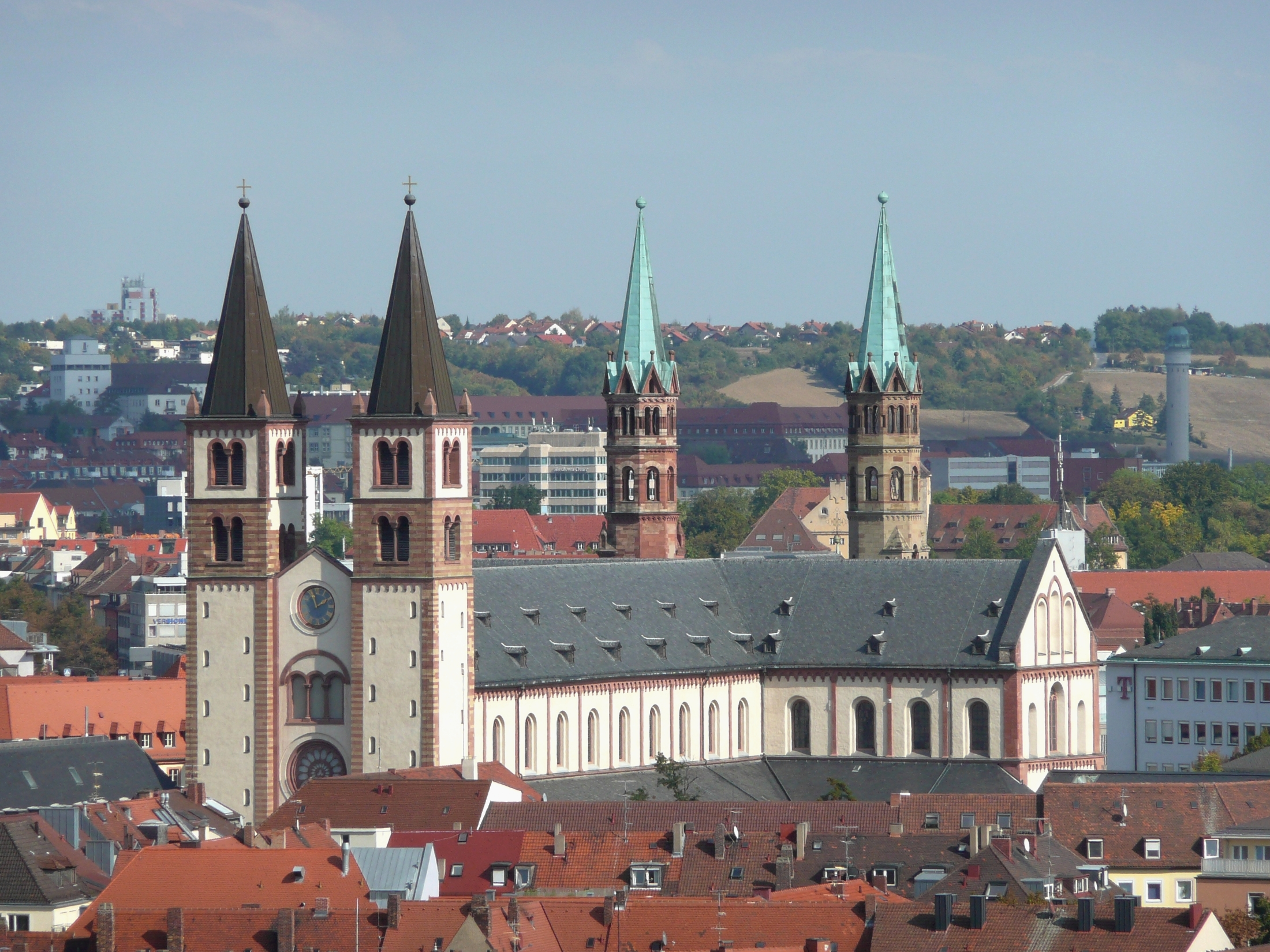
Dóm sv. Kiliána ve Würzburgu

Svatý Kilián (snad kolem 640, Mullagh, Irsko – kolem 689, Würzburg) byl misionář Franků, biskup ve Würzburgu a mučedník. Byl uctíván hlavně v jižním a západním Německu, ojediněle i v Čechách.

## Život
O jeho životě není mnoho známo. Jeho kult je doložen až po roce 742, kdy bylo založeno biskupství ve Würzburgu. Nejstarší životopisy (Passio Kiliani) mají povahu legend a zachovaly se v rukopisu z 9. století. Podle nich pocházel z Irska, byl vysvěcen na jáhna, vydalse konat misii mezi Franky, a později se stal biskupem ve Würzburgu. Spolu se svými druhy, svatým Kolonatem a Totnatem, byl pohanskými Germány sťat. Jeho hrob je v katedrále ve Würzburgu, která je mu zasvěcena, hrobka byla obnovena po vybombardování ve 2. světové válce.
Jeho misijním aktivitám bylo však bráněno. Dle legendy Passio Kiliani biskup Kilián vyčítal vévodovi Gozbertovi levirátní sňatek s vdovou po jeho bratrovi, Geilanou, a vyzýval ho k anulování manželství. To Geilanu, která nikdy nepřijala křesťanskou víru, podnítilo k povolání vojáků, jež Kiliána i jeho druhy zabili.

## Martyrologium
Uvádí se "sv. Kilián a druhové", ti však nejsou doloženi ani jmény. Jejich hlavy jsou uctívány na hlavním oltáři ve Würzburgu.

## Vyobrazení
Bývá vyobrazen v oděvu biskupa s mitrou na hlavě, s berlou v levici a mečem v pravé ruce. Nejstarší knižní vyobrazení pochází z roku 1266. V trojici se sv. Kolonatem a Totnatem je vyobrazen v mučednické scéně na oltářním obraze z roku 1476 v kostele sv. Vavřince (Lorenzkirche) v Norimberku.

## Patrocinium
Je patronem Franků, města Würzburgu a dalších měst a řádu benediktinů. Je mu zasvěceno asi 70 kostelů v Německu a Sankt Kilian je obec v Durynsku, asi 15 km JV od Suhlu.

### Sv. Kilián v Čechách
Svatému Kiliánovi je zasvěcen původně patronátní kostel ostrovských benediktinů v Davli u Prahy. Tam je Kilián vyobrazen jako biskup v podobě sochy na špici chrámové věže, na oltářním obraze, na zvonu i na křtitelnici. Také sídelní ostrov s klášterem benediktinů na soutoku Sázavy a Vltavy se nazývá Ostrov svatého Kiliána.